# Гроспиршиц
Гроспиршиц (њем. Großpürschütz) општина је у њемачкој савезној држави Тирингија. Једно је од 93 општинска средишта округа Зале-Холцланд. Према процјени из 2010. у општини је живјело 405 становника. Посједује регионалну шифру (AGS) 16074033.

## Географски и демографски подаци
Гроспиршиц се налази у савезној држави Тирингија у округу Зале-Холцланд. Општина се налази на надморској висини од 168 метара. Површина општине износи 4,0 km². У самом мјесту је, према процјени из 2010. године, живјело 405 становника. Просјечна густина становништва износи 102 становника/km².